# East Boldre
East Boldre är en by och en civil parish i New Forest i Hampshire i England. Orten har 832 invånare (2011).